# Hôpital Bretonneau (Tours)
Pour les articles homonymes, voir Bretonneau et Hôpital Bretonneau.
L'hôpital Bretonneau est un établissement public de santé présent dans le département français d'Indre-et-Loire. Il constitue la plus ancienne des unités du centre hospitalier régional universitaire de Tours (CHRU). Deux de ses bâtiments sont inscrits au titre de monuments historiques depuis le 21 octobre 1992.

## Localisation
L'hôpital est situé dans l'ouest de Tours, à l'intérieur d'un vaste quadrilatère délimité par le boulevard Tonnellé et la rue Walwein orientés nord-sud, d'une part, et les rues de l'Hospitalité et Victor-Hugo, orientées ouest-est d'autre part, sur une superficie de près de 15 hectares.

## De l'hospice de la Charité à l'Hôpital Général de la Charité

### Hospice ou prison?
Vers 1530, face à la multiplication des épidémies (peste, choléra…) on construisit à Tours un sanitas (en latin « santé »), baraquement en bois au bord du ruau Sainte-Anne, à l'ouest de la ville, au milieu des marais. Un siècle plus tard, plus que maladies et épidémies, ce sont la pauvreté et la mendicité qui font des ravages : l'économie de Tours périclite. En 1641, Louis XIII accorde à la ville un montant annuel de 4 000 livres pour fonder et entretenir une aumônerie. Le projet ne se concrétisera qu'en 1656, sous le règne de Louis XIV avec la création de l'Hôpital Général de la Charité, établissement destiné autant à aider les miséreux qu'à les enfermer pour qu'ils ne risquent pas de troubler l'ordre public,.
On construit alors, à l'emplacement de l'actuel hôpital, trois bâtiments longs de 80 mètres, l'un pour les hommes, l'autre pour les femmes, le troisième pour les services administratifs. Petit à petit, toutefois, l'hôpital reprend sa vocation initiale d'asile ; on y crée en 1766 un Collège royal de chirurgie, qui reçoit l'autorisation de dispenser des cours pratiques de dissection sur des cadavres. L'hôpital fonctionne ainsi jusqu'à la Révolution, dans des conditions de salubrité pas toujours optimales : le ruau Sainte-Anne sert de réceptacle aux eaux usées de l'hôpital,.

### Révolution, épisode sans grandes conséquences
Pendant la Guerre de Vendée, l'Hôpital de la Charité devient hôpital militaire mais, en 1793, il tombe sous le coup des lois sur les biens nationaux. Dès 1796, cependant, il est rétabli dans ses anciens bâtiments non encore vendus et bénéficie même de l'apport de biens confisqués à des émigrés ou à l'Église.

### Regroupement des établissements hospitaliers de Tours

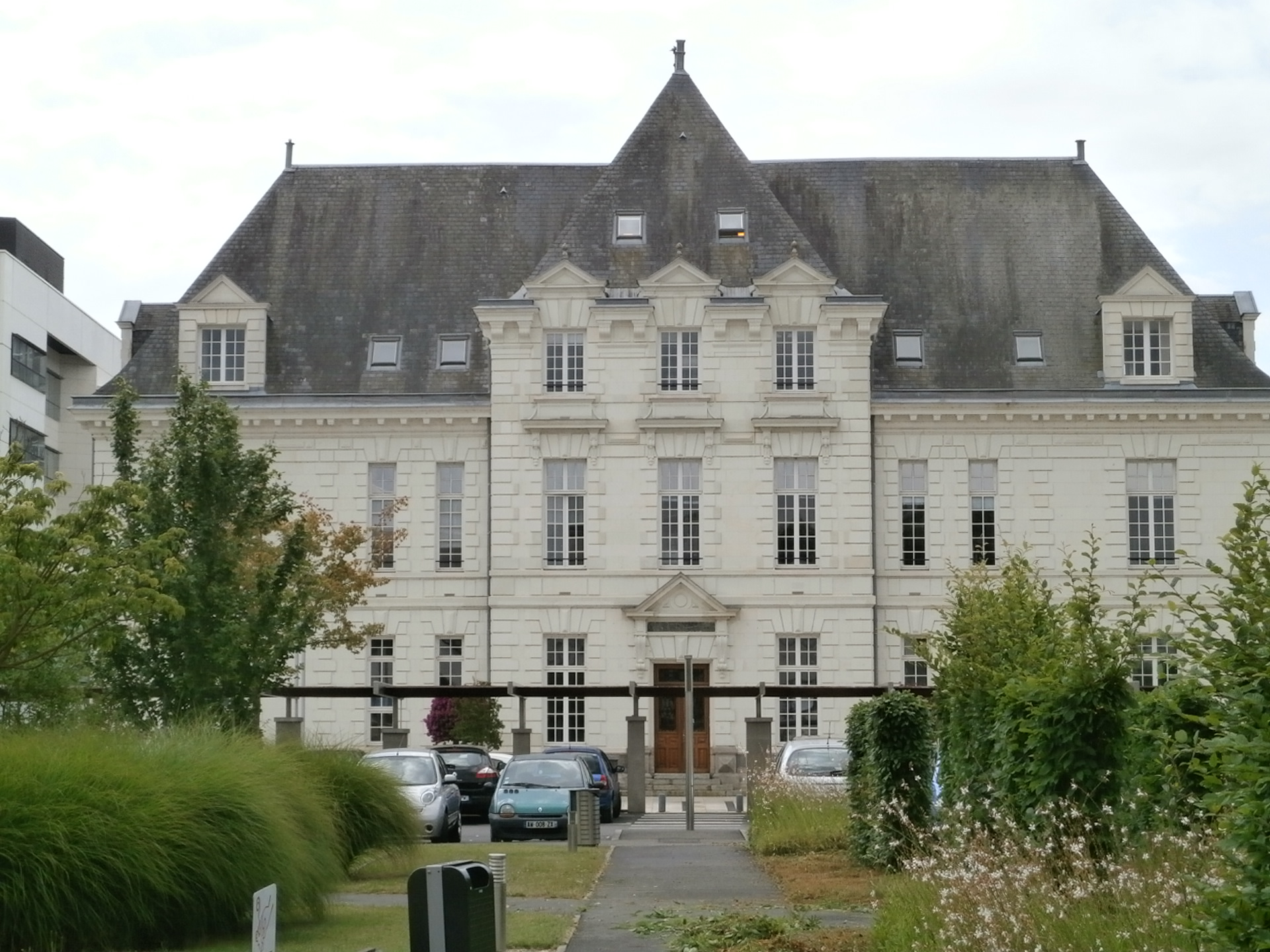
Bâtiment administratif.

Un tournant capital dans son histoire se produit en 1803, lorsque l'Hôpital de la Charité fusionne avec deux autres établissements hospitaliers de Tours, l'Hôtel-Dieu situé près de la cathédrale et l'Hôpital de la Madeleine, situé à Saint-Pierre-des-Corps. Cette réorganisation a pour effet immédiat de surpeupler l'hôpital, au point qu'il faut utiliser temporairement sa chapelle pour y loger les patients. À l'extérieur de l'hôpital, la situation sanitaire s'améliore : le ruau Sainte-Anne est progressivement comblé à partir de 1774, ; son lit accueillera à partir de 1831 le Jardin botanique de Tours. L'unification des hospices de Tours soumet le nouvel hôpital général à une intense période d'organisation et de structuration au cours de la première moitié du XIXe siècle.
En 1809, une réorganisation administrative a lieu. Un nouveau comité de gestion est nommé, dont fera partie pendant quelque temps le père d'Honoré de Balzac. En 1814, l'hôpital retrouve temporairement une vocation militaire en accueillant les blessés de la Grande Armée. La Direction du Personnel est aujourd'hui installée dans la Cour des Militaires, en référence à cet épisode.

### «Grands médecins»
Des médecins réputés font de l'hôpital général de Tours un haut-lieu de la médecine. Pierre-Fidèle Bretonneau et Louis Tonnellé ont exercé la médecine au sein de l'hôpital. Armand Trousseau et Alfred Velpeau ont quant à eux mené une partie de leurs études médicales auprès de Pierre Bretonneau avant de quitter Tours pour Paris. D'autres grandes figures de la médecine du XIXe siècle ont marqué l'hôpital tourangeau notamment Louis Henry Jérôme Tonnellé (connu comme étant Tonnellé père), Nicolas Heurteloup ou encore la famille Moreau. Jacques Joseph Moreau et son fils Paul Moreau de Tours ont contribué à la réputation de la ville.
De nombreux autres médecins dont le rôle a été oublié ont eu une grande importance pour le développement de l'hôpital et pour la population tourangelle. La famille Herpin fournit à l'hôpital trois acteurs majeurs : Félix Herpin (1772-1852), Félix Charles Herpin (1812-1894) et Octave Herpin. Tous trois furent chirurgiens en chef de l'hôpital général et s'investirent dans la vie hospitalière. Dévoués à la chirurgie, ils promurent son enseignement, contribuèrent aux recherches médicales et furent au service de l'assistance publique. Louis Tonnellé (souvent nommé Tonnellé fils) partage tout d'abord la charge de chirurgien en chef avec Félix Herpin jusqu'en 1841, puis avec Félix Charles Herpin par la suite.
Ces médecins et chirurgiens de l'hôpital général ont lutté pour renouveler l'assistance publique. Un dépôt de vaccin est ainsi instauré et pris en charge par Pierre Bretonneau, Louis Tonnellé œuvre pour l'instauration de consultations gratuites, Thomas Moreau quant à lui dénonce les difficiles conditions d'accès à l'hôpital. En 1844 il se lance dans un exposé écrit adressé à l'administration de l'hôpital pour leur souligner les inconvénients d'un tel éloignement. L'hôpital général au XIXe siècle est à la marge de la ville. Rejeté hors de la ville par peur de contagion, l'hôpital attire et répugne. Pourtant, ces « grands médecins et chirurgiens » contribuent à transformer la représentation de l'hôpital général. Devenu un haut lieu de connaissance, l'hôpital de Tours est modulé par l'action d'un personnel médical engagé.

### Organisation de l'hôpital moderne
Après la réunion des hospices de Tours en 1803, l'hôpital général connait une période de lente adaptation.  Le déménagement de tous les services de l'Hôtel-Dieu et de l'hôpital de la Madeleine prend plusieurs années. Le transfert complet des salles de chirurgie est attesté à partir de 1816. À cette date, la chirurgie se compose de plusieurs salles accueillant les malades et les blessés en fonction de leurs maux, mais aussi d'une maternité. En parallèle les autres services s'organisent et l'hôpital s'agrandit. Un pavillon destiné à accueillir les prostituées frappées par des maladies vénériennes est installé en 1826, un asile destiné aux enfants abandonnés est ouvert en 1840, puis un asile pour aliénés est bâti. L'hôpital se dote entre 1815 et 1848 d'un puits artésien.
Le XIXe siècle est une période d'intense structuration hospitalière. L'une des premières démarches entreprises par l'hôpital général est de distinguer les fonctions de médecin, chirurgien et pharmacien en mars 1804. Définir les compétences des praticiens exerçant au sein de l'hôpital conduit à délimiter distinctivement la médecine et la chirurgie. Peu à peu les services hospitaliers s'établissent. À la fin des années 1820 l'hôpital civil et l'hôpital militaire sont séparés l'un de l'autre. Tous deux comprennent un service de chirurgie et un service de médecine indépendant mais tout de même en relation.
Au cours de la première moitié du XIXe siècle, l'organisation de ces services hospitaliers est hésitante. Tout d'abord, l'espace hospitalier est utilisé à son maximum de telle sorte que l'administration puisse investir dans des constructions au fur et à mesure. Ainsi, les années 1815-1817 sont marquées par la construction d'un amphithéâtre d'anatomie destinée aux étudiants de médecine et de chirurgie. Par la suite, l'important encombrement des salles de malades et l'insalubrité de l'hôpital contraignent l'administration à entreprendre une politique de construction. 
Les salles de chirurgie réservées aux hommes sont transférées dans nouveau bâtiment en 1827. En 1873, les salles de chirurgie des femmes déménagent dans les anciens locaux de médecine. Lors de ce transfert, les salles de chirurgie des femmes et la maternité sont rapprochées. Ces deux services hospitaliers dépendent des chirurgiens, bien que le service de la maternité compte aussi des élèves sages-femmes. En 1875, un ancien projet est remis au goût du jour : la construction d'un nouvel bâtiment nommé "hôpital de Femmes (service chirurgie)". Ce nouveau pavillon est inauguré en 1879, il caractérise la politique de réorganisation entreprise par l'administration de l'hôpital général à partir des années 1830.
Ce mouvement entrepris par l'hôpital général est commun aux autres établissements similaires. De nombreuses villes sont confrontées à un basculement important dans leur système hospitalier. Angers, Lyon, Paris ne sont que quelques exemples. Au XIXe siècle, les structures hospitalières sont redéfinies, l'hospitalité est mise de côté afin de faire place à un rôle médical de plus en plus important. Dès 1860, le chirurgien en chef Félix Charles Herpin engage une lutte contre la présence de maladies chroniques et incurables au sein de l'hôpital général de Tours. Il réforme le mode d'admission à l'hôpital afin d'ouvrir davantage les lits aux malades intéressant la science. Ce glissement a des répercussions considérables dans la pratique des sciences médicales au sein de l'hôpital général.

### Hôpital général, lieu d'enseignement et d'observation
Les praticiens hospitaliers du XIXe siècle se sont inscrits dans une démarche d'étude des populations venant à l'hôpital. Ils tentent de prévoir l'augmentation des visites, notamment lors de la construction du Palais de justice de Tours au début des années 1840. Les médecins et les chirurgiens profitent de la fréquentation croissante de l'hôpital général pour mener des travaux de recherches. Une partie des praticiens hospitaliers font partie de la Société médicale d'Indre-et-Loire, important lieu de discussion en matière des sciences médicales de la Touraine. Grâce à elle, ils peuvent à la fois prendre connaissance des avancées de leur temps, des traitements établis par d'autres médecins de la France, mais aussi publier leurs travaux. Nombreux sont ceux dont les observations et les comptes-rendus sont exposés dans les Recueils de travaux de la Société médicale d'Indre-et-Loire dès 1833. Il est question de sujets variés dont l'observation et l'opération d'une hernie étranglée en 1838 ou l'exposé de la fissure congénitale du nez en 1873.
Les médecins hospitaliers sont en contact avec une grande diversité de malades et de blessés. Une telle rencontre conduit les praticiens à redéfinir leur art. Ils repensent l'organisation de l'espace des services, divisent les malades en catégories selon le sexe, l'âge, les blessures et les maux...  La particularité du personnel hospitalier est qu'il doit être doté d'une grande capacité d'adaptation. Alors que le médecin de ville se consacre à une même clientèle, les médecins et chirurgiens de l'hôpital de Tours doivent faire face à un public se renouvelant sans cesse. Certains patients sont suivis ou reviennent plusieurs fois. D'autres n'effectuent qu'un seul passage. L'hôpital est un lieu particulier, la fréquentation des services hospitaliers est importante. Grâce à ce phénomène, les praticiens hospitaliers sont en mesure d'étudier un important panel de maladies. Ils observent les différents maux et symptômes en fonction des patients. Ils essayent d'ajuster ou d'établir un nouveau traitement. Lorsqu'un patient décède, ils n'hésitent pas à pratiquer une autopsie. Les services hospitaliers sont un important lieu d'enrichissement des connaissances médicales et chirurgicales. Cette caractéristiques poussent les élèves à se former dans un premier temps dans un hôpital avant de rejoindre une faculté de médecine. L'hôpital de Tours accueille au XIXe siècle plusieurs élèves qui deviennent par la suite d'importantes figures médicales, notamment Alfred Velpeau. 
L'hôpital général est un espace d'apprentissage pour les étudiants se destinant aux sciences médicales. Des élèves en médecine, en chirurgie, en pharmacie et des sages-femmes sont acceptés chaque année au sein de l'établissement. Les études sont longues, elles se divisent entre l'externat et l'internat. Chacune de ces périodes bénéficie d'un statut qui lui est propre. Les premières années de médecine et de chirurgie ne sont admis qu'à condition de se limiter à l'observation. Ils portent des tabliers marron permettant de les reconnaître. Par la suite, les tâches des élèves sont plus importantes. Ils constituent la principale main d'œuvre des services. Ils sont chargés du service régulier : ils surveillent et administrent les repas en fonction du régime alimentaire prescrit par les titulaires. Ils changent les pansements, assurent les gardes… Les élèves sont polyvalents. Ils bougent beaucoup dans l'hôpital. L'enseignement des sciences médicales utilisent toutes les ressources de l'hôpital général. Les élèves sont ainsi envoyés dans les différents services de l'hôpital civil mais aussi de l'hôpital militaire.
Jusqu'en 1841, l'enseignement des sciences médicales est informel. Au début du XIXe siècle, le chirurgien en chef Gouraud établit un enseignement afin que les élèves puissent les seconder dans leurs tâches quotidiennes. En 1816, l'administration hospitalière souhaite compléter l'enseignement. Un programme est mis en place, comprenant divers cours dont la matière médicale, la botanique, la chimie médicale, la pharmacie pratique, la pathologie interne et externe, l'ostéologie, la médecine opératoire et la médecine légale. En 1825, l'hôpital et le Conseil municipal de Tours souhaitent établir une vingtaine d'Écoles secondaires de médecine. Tours n'est pas choisi par le Ministère de l'Intérieur pour accueillir une de ces écoles. Malgré ce refus, l'hôpital souhaite constituer un enseignement médical de qualité. Le programme des cours de 1816 est complété à plusieurs reprises jusqu'en 1841. À la suite de l'ordonnance du 13 octobre 1841, Pierre-Fidèle Bretonneau entreprend les démarches pour créer à Tours une École préparatoire de médecine et de pharmacie. La ville de Tours obtient l'autorisation du roi Louis-Philippe d'ouvrir une école de médecine. L'école ouvre en janvier 1842, soit 3 mois après la reprise des cours. En 1842, les cours sont donnés dans un local provisoire, le temps que la construction d'un nouveau bâtiment soit achevée. L'école de médecine se situe dans l'enceinte de l'hôpital général, mais elle possède sa propre direction. Les premiers directeurs de l'école furent des chirurgiens en chef de l'hôpital. De 1841 à 1853, Louis Tonnellé occupa la charge de directeur, il fut remplacé par Félix Charles Herpin de 1853 à 1880, puis par Octave Herpin.

## De l'hôpital duXXeau CHRU de Tours

### De nouveaux services financés par des dons
Entre le début du XXe siècle et la Seconde Guerre mondiale, l'hôpital s'agrandit encore grâce à des dons privés qui permettent la création d'une nouvelle maternité, d'une crèche, d'un sanatorium ou l'achat de nouveaux établissements. En 1937, l'hôpital général de Tours est baptisé Hospice général Bretonneau, en mémoire du grand médecin.
Pendant la Seconde Guerre mondiale, de nombreux bâtiments sont réquisitionnés par l'armée allemande et les malades relogés dans des cliniques privées de Tours. En 1943, l'hôpital est tenu d'accueillir les mineurs délinquants.

### Hôpital moderne

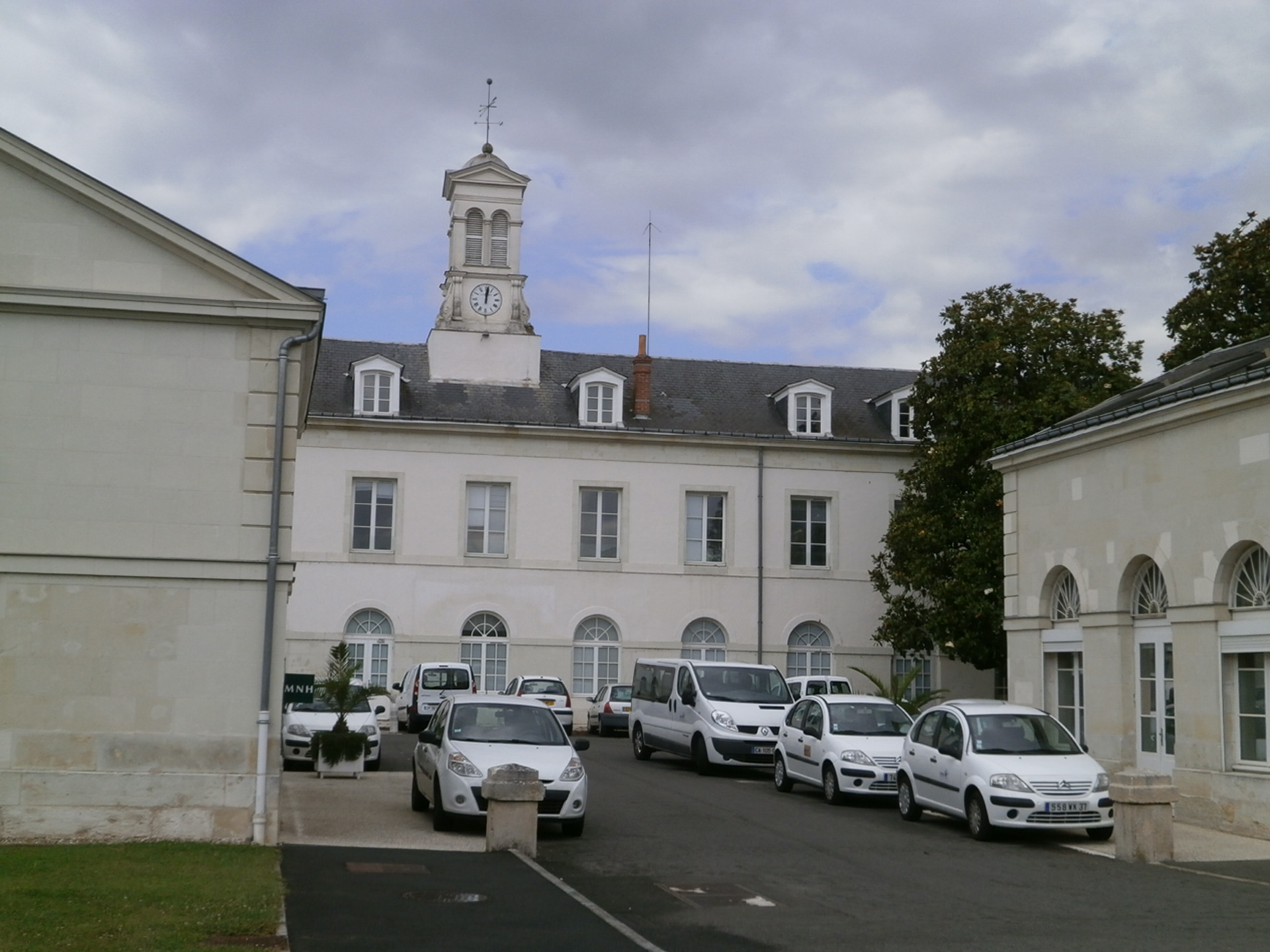
Cour des Militaires.

En 1952, l'hospice de Clocheville, fondé en 1881 sur des fonds privés pour y accueillir les enfants pauvres et malades voit sa gestion confiée à l'hospice général Bretonneau dont il devient l'unité pédiatrique.
La réforme hospitalière voulue par Robert Debré et Guy Mollet transforme l'hospice de Tours en Centre Hospitalier Universitaire (CHU) en 1958.
Dix ans plus tard, sur les hauteurs au sud de Tours, 35 hectares sont achetés pour y bâtir le moderne hôpital Trousseau (ouvert en 1980), qui, avec Bretonneau, Clocheville et les autres établissements hospitaliers publics de l'agglomération, formera le centre hospitalier régional universitaire de Tours (CHRU Tours).
Le site accueille la maternité de Tours dans le Centre Olympe de Gouges.

## Bâtiments protégés
Deux des nombreux bâtiments qui se sont succédé sur le site de l'hôpital Bretonneau font l'objet de mesures de protection au titre des monuments historiques. La chapelle ainsi que les façades et toitures de l'ancien hôpital militaire sont inscrites au titre des monuments historiques par arrêté du 21 octobre 1992.

### Chapelle

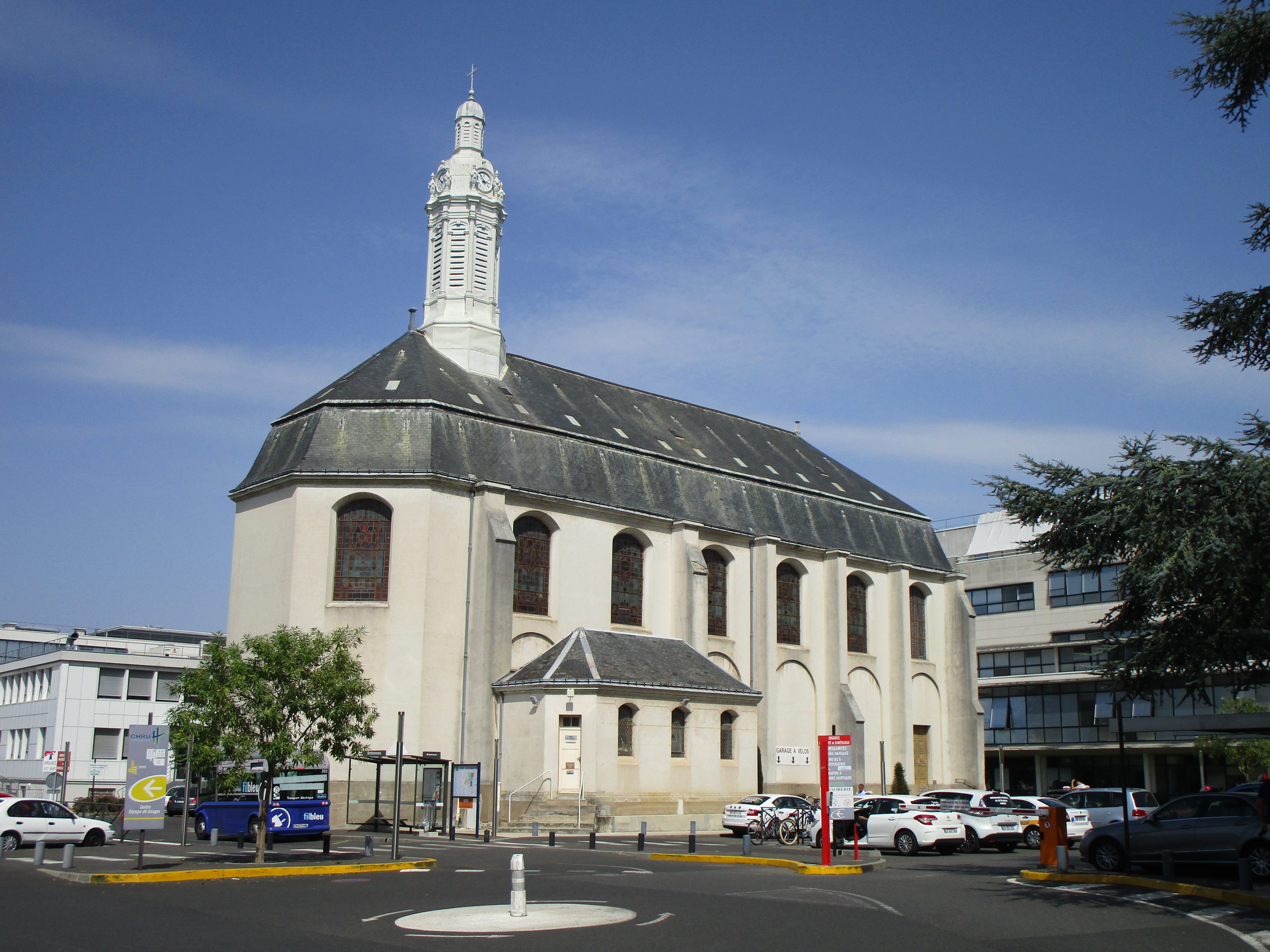
Chapelle Saint-Roch de l'hôpital.

Dédiée à saint Roch, la chapelle est construite dans le style jésuite à partir de 1661 ; ses plans ont été conçus par l'architecte Daniel Massé. En 1794, son clocher est abattu et, faute de place dans les hôpitaux, elle accueille des blessés de la guerre de Vendée, ce qui la sauve certainement des dégradations, voire de la destruction ; elle connaît la même affectation pendant la guerre de 1870. Elle est restaurée en 1879 par Léon Rohard à la demande des sœurs dominicaines. Un plafond plat en bois à larges caissons, peint, est installé. Le décor intérieur est entièrement adapté au goût du jour. Ses vitraux produits par l'atelier Lobin, datent de 1878. En 1867, on y installe un orgue pour enseigner la musique aux jeunes aveugles.
Faisant régulièrement l'objet de visites commentées, notamment dans le cadre des journées européennes du patrimoine, elle accueille également des concerts de musique classique.

### Ancien hôpital militaire
L'ancien hôpital militaire comprend une série de bâtiments enfermant une cour carrée, à gauche de l'entrée du CHRU Bretonneau sur le boulevard Tonnellé. Leur construction, d'architecture néo-classique, est vraisemblablement l’œuvre de l'architecte Gustave Guérin vers 1830. 
Ils ont été restructurés dans la seconde moitié des années 2000.